# Gerd Nagel (Leichtathlet)
Gerd Nagel (* 22. Oktober 1957 in Sulingen, Kreis Diepholz) ist ein ehemaliger deutscher Leichtathlet und Olympiateilnehmer, der – für die Bundesrepublik startend – bei den Europameisterschaften 1982 die Bronzemedaille im Hochsprung gewann (2,24 m).
Nagel machte sein Abitur auf der Rhenanus-Schule Bad Sooden-Allendorf, während er im Sportinternat Bad Sooden-Allendorf lebte.
Bei den Olympischen Spielen 1984 schied er verletzt im Qualifikationskampf aus (2,18 m), bei den Leichtathletik-Weltmeisterschaften 1987 belegte er Platz 14 (2,20 m).
Nagel verbesserte am 9. Juni 1979 beim internationalen Hochsprung-Meeting in Eberstadt zusammen mit Carlo Thränhardt und Dietmar Mögenburg den deutschen Rekord der Bundesrepublik von 2,26 m auf 2,30 m. Zum ersten Mal auf der Welt sprangen drei Wettkämpfer in einem Wettbewerb über 2,30 m. 1979 wurde er in der Bundesrepublik Deutscher Meister (2,30 m).
Nagel startete für die LG Frankfurt. In seiner aktiven Zeit war er 1,88 m groß und 74 kg schwer.
Gerd Nagel betrieb ein Fitnessstudio in seiner Heimatstadt Sulingen.
Für seine Verdienste um den Sport in Niedersachsen wurde er in die Ehrengalerie des niedersächsischen Sports des Niedersächsischen Instituts für Sportgeschichte aufgenommen.
Gerd Nagel ist der Enkelsohn des Politikers Rudolf Eickhoff.